# Tour de France 2011/4. Etappe

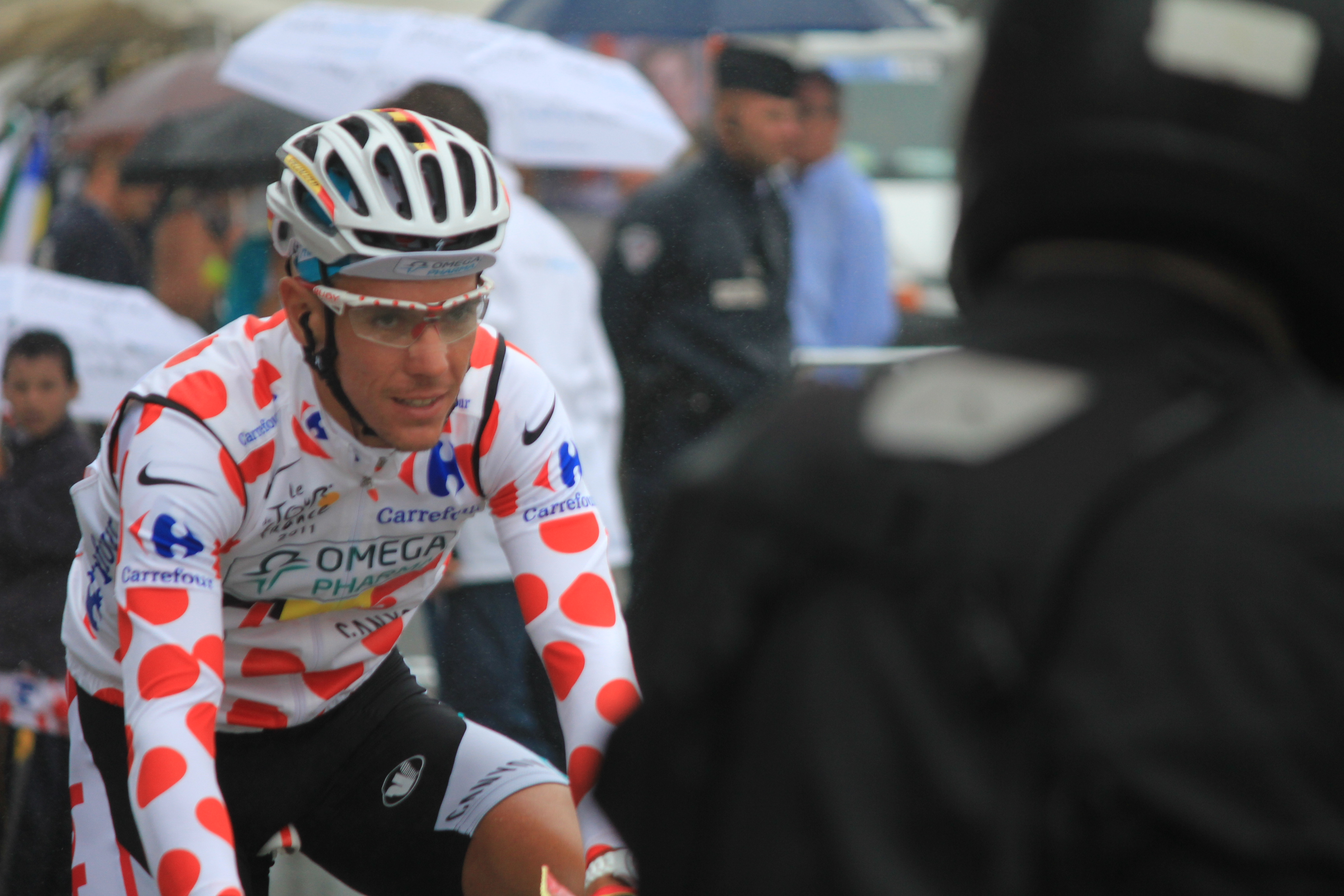
Philippe Gilbert im Gepunkteten Trikot

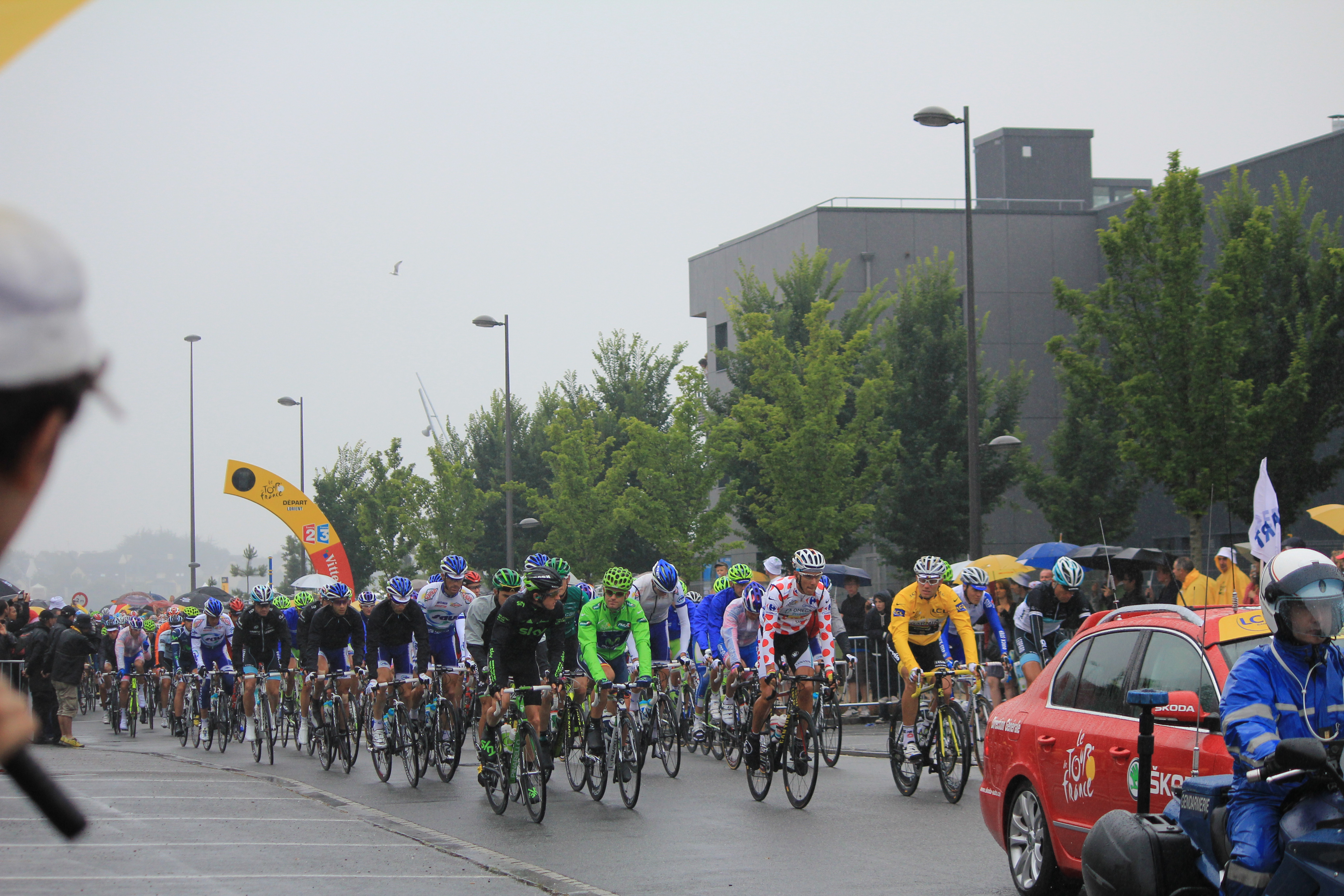
Start in Lorient

Die 4. Etappe der Tour de France 2011 am 5. Juli führte über 172,5 km von Lorient nach Mûr-de-Bretagne. Auf der Flachetappe gab es wie bei jeder Etappe dieser Tour de France eine Sprintwertung, außerdem gab es eine Bergwertung der 4. Kategorie und am Schluss eine Bergwertung der 3. Kategorie. Alle 198 gemeldeten Fahrer gingen an den Start.

## Rennverlauf
Bei anfangs regnerischem Wetter startete Jérémy Roy einen Ausreißversuch, dem sich Gorka Izagirre, Imanol Erviti, Blel Kadri und Johnny Hoogerland anschlossen, die gemeinsam einen Vorsprung von zeitweise knapp fünf Minuten herausfahren konnten. Johnny Hoogerland konnte dabei die erste Bergwertung für sich entscheiden und war auch bei der Sprintwertung vorn. Omega Pharma-Lotto und das BMC Racing Team übernahmen die Nachführarbeit. Den Zwischensprint des Feldes gewann Tyler Farrar. Als es schließlich weniger als zehn Kilometer bis zum Ziel waren ließen Izagirre und Hoogerland ihre drei Weggefährten zurück, um es allein weiter zu versuchen, was jedoch nicht von Erfolg gekrönt war, weil sie kurz darauf vom Feld gestellt wurden. Dann entwickelte sich eine Gruppe mehrerer Fahrer, die um den Etappensieg kämpften. Alberto Contador verschärfte im Schlussanstieg als erster das Tempo, konnte sich aber nicht absetzen. Auch den anderen Fahrern gelang dies nicht, so erreichte die Gruppe gemeinsam das Ziel. Den Tagessieg konnte dabei Cadel Evans knapp vor Contador für sich verbuchen. Andy Schleck kam mit einer weiteren Gruppe ins Ziel und verlor so acht Sekunden auf Contador.

## Bergwertungen
| Côte de Laz Kategorie 4 nach 79 km auf 237 m 1,6 km bei 5,9 % |             |                         |        |
| 1.                                                            | Niederlande | Johnny Hoogerland (VCD) | 1 Pkt. |

| Mûr-de-Bretagne Kategorie 3 nach 172,5 km auf 293 m 2,0 km bei 6,9 % |            |                        |        |
| 1.                                                                   | Australien | Cadel Evans (BMC)      | 2 Pkt. |
| 2.                                                                   | Spanien    | Alberto Contador (SBS) | 1 Pkt. |

## Punktewertung
| Zwischensprint in Spézet nach 92,5 km auf 111 m |                        |                          |         |
| 1.                                              | Niederlande            | Johnny Hoogerland (VCD)  | 20 Pkt. |
| 2.                                              | Frankreich             | Jérémy Roy (FDJ)         | 17 Pkt. |
| 3.                                              | Frankreich             | Blel Kadri (ALM)         | 15 Pkt. |
| 4.                                              | Spanien                | Gorka Izagirre (EUS)     | 13 Pkt. |
| 5.                                              | Spanien                | Imanol Erviti (MOV)      | 11 Pkt. |
| 6.                                              | Vereinigte Staaten     | Tyler Farrar (GRM)       | 10 Pkt. |
| 7.                                              | Spanien                | José Joaquín Rojas (MOV) | 9 Pkt.  |
| 8.                                              | Slowenien              | Borut Božič (VCD)        | 8 Pkt.  |
| 9.                                              | Vereinigtes Konigreich | Mark Cavendish (THR)     | 7 Pkt.  |
| 10.                                             | Russland               | Denis Galimsjanow (KAT)  | 6 Pkt.  |
| 11.                                             | Australien             | Matthew Goss (THR)       | 5 Pkt.  |
| 12.                                             | Frankreich             | Jimmy Engoulvent (SAU)   | 4 Pkt.  |
| 13.                                             | Belgien                | Philippe Gilbert (OLO)   | 3 Pkt.  |
| 14.                                             | Deutschland            | André Greipel (OLO)      | 2 Pkt.  |
| 15.                                             | Italien                | Daniel Oss (LIQ)         | 1 Pkt.  |

| Etappenziel in Mûr-de-Bretagne nach 172,4 km auf 239 m |                        |                             |         |
| 1.                                                     | Australien             | Cadel Evans (BMC)           | 45 Pkt. |
| 2.                                                     | Spanien                | Alberto Contador (SBS)      | 35 Pkt. |
| 3.                                                     | Kasachstan             | Alexander Winokurow (AST)   | 30 Pkt. |
| 4.                                                     | Kolumbien              | Rigoberto Urán (SKY)        | 26 Pkt. |
| 5.                                                     | Belgien                | Philippe Gilbert (OLO)      | 22 Pkt. |
| 6.                                                     | Norwegen               | Thor Hushovd (GRM)          | 20 Pkt. |
| 7.                                                     | Luxemburg              | Fränk Schleck (LEO)         | 18 Pkt. |
| 8.                                                     | Spanien                | Samuel Sánchez (EUS)        | 16 Pkt. |
| 9.                                                     | Belgien                | Jurgen Van Den Broeck (OLO) | 14 Pkt. |
| 10.                                                    | Deutschland            | Andreas Klöden (RSH)        | 12 Pkt. |
| 11.                                                    | Vereinigtes Konigreich | Bradley Wiggins (SKY)       | 10 Pkt. |
| 12.                                                    | Spanien                | José Joaquín Rojas (MOV)    | 8 Pkt.  |
| 13.                                                    | Italien                | Ivan Basso (LIQ)            | 6 Pkt.  |
| 14.                                                    | Italien                | Damiano Cunego (LAM)        | 4 Pkt.  |
| 15.                                                    | Tschechien             | Roman Kreuziger (AST)       | 2 Pkt.  |

## Aufgaben
- Jurgen Van De Walle (OLO): Nicht zur Etappe angetreten (Sturzfolgen)